# Josie Canseco
Josiphene Marie Canseco (Weston, Florida; 5 de noviembre de 1996) es una modelo estadounidense y Playmate de la revista Playboy del mes de junio de 2016. Es la hija del jugador de béisbol, Jose Canseco y la exmodelo Jessica Sekely. Previamente había audicionado para Sports Illustrated Swimsuit Issue de 2016. Debutó en la pasarela de Victoria's Secret Fashion Show en 2018.